# The Blue Veil
The Blue Veil és una pel·lícula estatunidenca dirigida per Curtis Bernhardt que es va estrenar el 1951.

## Argument
Louise Mason ha perdut el seu marit i el seu fill petit en la Primera Guerra Mundial, cosa que canviarà el curs de la seva vida: es posa el "vel blau", és a dir, treballarà d'infermera la resta dels seus dies tenint cura de nens.
Remake de "Le voile bleu", pel·lícula francesa del 1942.

## Recepció de la crítica
Bosley Crowther, del  New York Times, diu que la pel·lícula és "un producte banal i lacrimogen que atraurà multituds d'espectadors a qui no agrada res millor que una bona llagrima". I afegeix: "El guió de Corwin, sota l'espessa direcció de Curtis Bernhardt, estira la situació de Miss Wyman (...) fins a una sèrie d'episodis ideats per esprémer el cor i presentar aquesta senyora com una santa. Hi ha poc d'enginy, poca substància en aquest producte (...) Miss Wyman (...) té poc a fer tret d'envellir dignament. Exhibeix una dolçor continguda però perseverant, amb un halo de ferro que grinyola."
Variety destaca la direcció de Curtis Bernhardt, que gestiona el drama, de vegades una mica mesurat, però mai no s'esforça per aconseguir trucs dramàtics més enllà del nivell més simple d'una història tèbia.

## Repartiment
- Jane Wyman: Louise Mason
- Charles Laughton: Fred K. Begley
- Joan Blondell: Annie Rawlins
- Richard Carlson: Gerald Kean
- Agnes Moorehead: Mrs. Palfrey
- Don Taylor: Dr. Robert Palfrey
- Audrey Totter: Helen Williams
- Cyril Cusack: Frank Hutchins
- Everett Sloane: District Attorney
- Natalie Wood: Stephanie Rawlins
- Vivian Vance: Alicia
- Carleton Young: Henry Palfrey
- Alan Napier: Prof. George Carter
- Warner Anderson: Bill Parker
- Les Tremayne: Joplin
- Dan Seymour: Pelt
- Dan O'Herlihy: Hugh Williams
- Harry Morgan: Charles Hall

## Premis i nominacions

### Premis
- 1952. Globus d'Or a la millor actriu dramàtica per Jane Wyman

### Nominacions
- 1952. Oscar a la millor actriu per Jane Wyman
- 1952. Oscar a la millor actriu secundària per Joan Blondell